# نویویلررارش
نویویلررارش (به فرانسوی: Neuviller-la-Roche) یک کمون در فرانسه با جمعیت ۴۰۷ نفر است که در Canton of Schirmeck واقع شده‌است.